# If You've Got Trouble
Pistes inédites de Anthology 2
Real Love That Means a Lot
If You've Got Trouble est une chanson des Beatles créditée à Lennon/McCartney, composée par John Lennon en 1965 comme chanson devant être interprétée par Ringo Starr dans le film Help! et sur l'album du même nom. Cependant, finalement jugée trop mauvaise, elle est rejetée et remplacée sur l'album par une reprise d’Act Naturally de Buck Owens.
Ce rock basique au texte très cynique (« si tu penses que tu as des problèmes, regarde donc les miens ») n'est publié pour la première fois qu'en 1996 sur le disque Anthology 2. La plupart des critiques lui attribuent cependant le titre assez peu reluisant de la plus mauvaise prestation du groupe.

## Genèse
If You've Got Trouble est composée dans le cadre de la préparation du film Help! et de l'album qui l'accompagne pour donner à Ringo Starr une chanson, la première fois qu'une composition est écrite expressément pour lui. Dans tous les albums du groupe jusqu'ici, à l'exception de A Hard Day's Night, Starr chante un titre en solo; des reprises (Boys et Honey Don't) et une chanson écrite pour les Rolling Stones (I Wanna Be Your Man). Créditée Lennon/McCartney, la chanson doit très vraisemblablement le caractère cynique de ses paroles à John Lennon. Celles-ci font en effet dire par le chanteur à sa petite amie que, si elle pense avoir des problèmes, elle devrait regarder les siens et le laisser tranquille.
Selon le journaliste Steve Turner, il s'agirait là du message d'un Lennon exaspéré à son épouse Cynthia qui se plaignait souvent de sa situation. Le musicologue Allan W. Pollack trouve que la chanson ne cadre pas avec le personnage de l'« homme triste et seul » (« A man who's sad and lonely ») que s'est construit le batteur des Beatles au fil du temps, et qui transparaît bien plus dans des chansons comme Act Naturally, What Goes On et With a Little Help from My Friends.

## Enregistrement
If You've Got Trouble n'est travaillée que durant une prise au cours de la session du 18 février 1965 aux studios EMI de Londres. Les Beatles tentent en effet un premier enregistrement sur lequel la voix de Ringo Starr est doublée, et George Harrison rajoute une partie de guitare supplémentaire. Ce rock rapide manque cependant d'entrain, selon Mark Lewisohn qui considère le « Aaah, rock on! Anybody! » (« Balancez la musique ! N'importe qui ! ») du batteur précédent le solo de guitare comme une tentative pour redonner de la vie au morceau. À ce moment de l'enregistrement, il n'est pas encore décidé qui de McCartney ou Harrison jouera le solo de guitare. Ce dernier prendra sa place habituelle mais son solo demeure bien en deçà de la qualité habituelle de ses prestations.

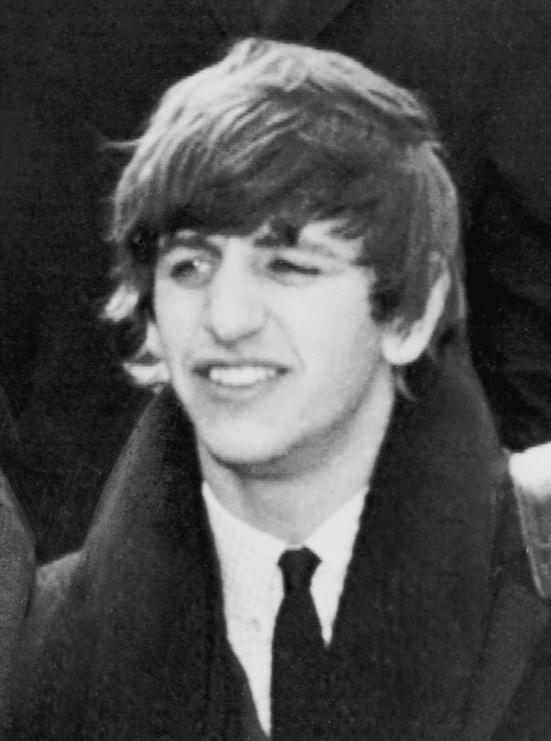
If You've Got Trouble devait être la traditionnelle « chanson de Ringo » sur l'album Help!.

La chanson est cependant mixée en mono par George Martin le 20 février, pour que les Beatles la proposent au réalisateur Richard Lester pour la bande originale de Help!. Ce même jour, le groupe enregistre une autre chanson non conservée sur l'album, That Means a Lot, qui sera ultimement enregistrée par le chanteur P. J. Proby, un ami du groupe. Un mixage stéréo des deux chansons est également réalisé le 23 février.

### Interprètes
- Ringo Starr : chant, batterie
- John Lennon : chœurs, guitare rythmique
- Paul McCartney : chœurs, basse
- George Harrison : guitare solo

### Équipe de production
- George Martin : producteur
- Norman Smith : ingénieur du son
- Ken Scott : ingénieur du son
- Malcolm Davies : ingénieur du son

## Parution et critiques
Rejetée pour le film, If You've Got Trouble est également exclue de l'album Help! qui sort le 6 août 1965. Elle y est remplacée par une reprise de la chanson country Act Naturally de Buck Owens, chère à Ringo Starr et enregistrée par le groupe au mois de juin.
En 1984, Geoff Emerick effectue un mixage qui inverse deux couplets et la raccourcie d'une vingtaine de secondes afin de paraître sur Sessions, un album compilation de chansons inédites qui sera abandonné. La chanson reste ainsi officiellement inconnue du public pendant des décennies, bien que des versions pirates circulent. Elle est finalement publiée en 1996 sur l'album Anthology 2 dans sa forme d'origine. Lors des interviews dans le cadre du projet Anthology, George Harrison déclare : « On vient de tomber dessus, et c'est la plus incroyable des chansons. Je n'ai aucun souvenir de l'avoir seulement enregistrée. Les paroles sont idiotes et c'est d'une ringardise absolue. Pas étonnant qu'elle soit restée au placard. ». Elle est tout de même entendue dans un des génériques finals du documentaire.
Les critiques se montrent généralement virulents à son encontre. Dès 1987, Mark Lewisohn, qui a eu accès à tous les enregistrements du groupe, écrit : « À ce jour, en 1987, la chanson reste impubliée. Pour être brutalement honnête, il n'est pas difficile de voir pourquoi. Ce n'est pas la meilleure composition du duo Lennon/McCartney [...], et elle n'est pas brillamment interprétée. » Steve Turner écrit pour sa part qu'elle « est probablement la plus mauvaise chanson qu'il [Ringo Starr] ait jamais été censé chanter. La mélodie n'est pas inspirée, et les paroles sont ridicules. » Richie Unterberger du site AllMusic se montre plus indulgent, expliquant que la composition se rapproche plus des chansons de l'album suivant, Rubber Soul et est assez injustement critiquée même si elle n'est pas excellente. Il conclut : « Malgré le manque d'investissement, If You Got Trouble se fredonne aisément, est sympathique, et est interprétée avec bonne humeur ».
En 2003, la société de vente aux enchères Christie's propose à New York un manuscrit des paroles de la chanson griffonnées par Lennon au dos d'une partition de la chanson Down the Highway de Bob Dylan. Le manuscrit avait été offert par le chanteur à un employé d'un aérodrome où les Beatles passaient souvent en allant à l'aéroport d'Heathrow. Lors de la vente, les enchères sont montées jusqu'à 38 240 dollars.